# WILD PEACE
『WILD PEACE』（ワイルド・ピース）は2006年6月7日にcutting edgeより発売された東京スカパラダイスオーケストラ12作目のオリジナル・アルバム。ボーナス・トラック1曲+DVD付初回限定盤と、通常盤の2形態で発売。

## 収録曲
1. Come On!
  - 作詞：谷中敦　作曲：川上つよし
  - ベスト・アルバム『BEST OF TOKYO SKA 1998-2007』にも収録された。
2. 星降る夜に 〜The Star Spangled Night〜 -Album Mix-
  - 作詞：谷中敦　作曲：NARGO
  - Guest Vocal:甲本ヒロト
  - 歌モノシングル3部作その2・第三弾
3. 太陽にお願い 〜Wish Upon the Sun〜
  - 作曲：茂木欣一
  - ベスト・アルバム『TOKYO SKA TREASURES 〜ベスト・オブ・東京スカパラダイスオーケストラ〜』『NO BORDER HITS 2025→2001 〜ベスト・オブ・東京スカパラダイスオーケストラ〜』（ファンクラブ限定盤のみ）にも収録された。
4. PINZORO
  - 作曲：NARGO
5. Ska Pedalada
  - 作曲：沖祐市
6. 雨の木曜日 〜Rainy Thursday〜
  - 作曲：北原雅彦
7. サファイアの星〜The Star of Sapphire〜
  - 作詞：谷中敦　作曲：沖祐市
  - Guest Vocal:CHARA
  - 歌モノシングル3部作その2・第二弾
8. Walkin' Alone
  - 作曲：川上つよし
9. The Pretender
  - 作曲：川上つよし
10. White Light
  - 作曲：加藤隆志
  - ベスト・アルバム『TOKYO SKA TREASURES 〜ベスト・オブ・東京スカパラダイスオーケストラ〜』『NO BORDER HITS 2025→2001 〜ベスト・オブ・東京スカパラダイスオーケストラ〜』（ファンクラブ限定盤のみ）にも収録された。
11. 追憶のライラック 〜Reminiscent Lilac〜
  - 作詞：谷中敦　作曲：沖祐市
  - Guest Vocal:ハナレグミ（永積タカシ）
  - 歌モノシングル3部作その2・第一弾
12. ゴッドファーザー愛のテーマ 〜Love Theme From“The Godfather”〜
  - 作曲：Nino Rota
  - ベスト・アルバム『The Last』にも収録された。
13. Better Days Gonna Come
  - 作曲：川上つよし
14. 雨の木曜日(-Victor Rice Dub-)
  - 作曲：北原雅彦　ミキシング：Victor Rice
  - ＊初回限定盤のみボーナス・トラック

## Disc.2　DVD
1. Come On!　Music Video
2. 追憶のライラック　Music Video
3. サファイアの星　Music Video
4. 星降る夜に　Music Video
5. 追憶のライラック　Special Recording Footage
6. サファイアの星　Special Recording Footage
7. 星降る夜に　Special Recording Footage
8. WILD PEACE　Special Recording Footage